# 塔皮亞鎮
19°18′0″N 70°25′12″W / 19.30000°N 70.42000°W
塔皮亞鎮（西班牙語：Villa Tapia），是多明尼加共和國的城鎮，位於該國北部，由米拉貝姐妹省負責管轄，面積90.12平方公里，2012年人口28,565，人口密度每平方公里320人。